# Ruidoso
Ruidoso est une localité du Comté de Lincoln dans l'état du Nouveau-Mexique aux États-Unis.
La population était de 8 029 habitants en 2010.

## Personnalités liées à la ville
- Yvette Herrell, femme politique